# .ad
.ad は、国別コードトップレベルドメイン (ccTLD) の一つ。アンドラに割り当てられている。アンドラ・テレコムによって管理されている。
このドメインは、様々なドメインハックに利用されている。advertisementやadvertisementの略称（アド）として、広告メディアで利用されたり、西暦紀元(anno domini)の略称として利用されたりしている。
2024年10月22日より優先期間を設けた上で登録が全世界に開放された